# آدم جيمس
آدم جيمس (بالإنجليزية: Adam James)‏ هو ممثل بريطاني، ولد في 9 سبتمبر 1972 بلندن في المملكة المتحدة.

## وصلات خارجية
- آدم جيمس على موقع IMDb (الإنجليزية)
- آدم جيمس على موقع ألو سيني (الفرنسية)
- آدم جيمس على موقع أول موفي (الإنجليزية)
- آدم جيمس على موقع قاعدة بيانات برودواي على الإنترنت (الإنجليزية)
- آدم جيمس على موقع قاعدة بيانات الأفلام السويدية (السويدية)
- آدم جيمس على موقع قاعدة بيانات الفيلم (الإنجليزية)
- آدم جيمس على موقع كينوبويسك (الروسية)